# 阿利明
阿利明·本·普拉维诺迪尔佐（1889年—1964年6月24日），印度尼西亚独立运动活动家，印度尼西亚共产党党员。1964年6月26日，根据第163号总统令，阿利明被列为印度尼西亚民族英雄之一。

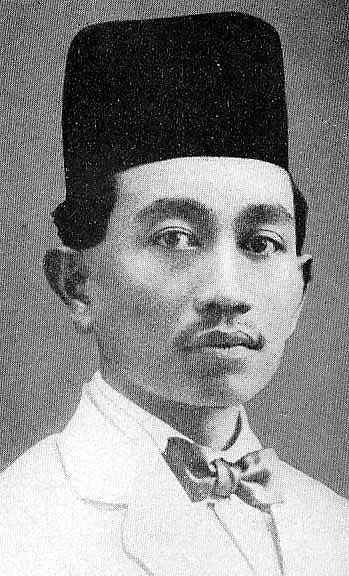
阿利明

## 生平
阿利明于1889年出生在梭罗的一个穷苦家庭。自青年时期开始，阿利明便活跃于民族运动。最初，他是《爪哇青年报》（Djawa Moeda）的记者，并加入了至善社。后来加入伊斯兰联盟，寄宿于佐克罗阿米诺托的居所内。之后，他与年轻的医生集托·芒溫庫蘇莫一起加入了Insulinde，并在巴达维亚的《滿者伯夷》雜誌社（Modjopahit）担任编辑。他还积极组织港口工人和海员，并帮助建立了港口劳工联盟。当东印度社会民主联盟（印度尼西亚共产党前身）建立后，阿利明加入了该组织。自1918年开始，他便担任雅加达地区负责人。
1926年初，阿利明前往新加坡与陈马六甲进行会谈，以准备起义。但是在阿利明返回之前，1926年11月12日爆发了叛乱。阿利明和穆梭被新加坡的警察逮捕。出狱后，阿利明前往莫斯科，加入了共产国际。随后，应胡志明邀请，去往广州。后应中国共产党邀请，前往延安参与根据地政治活动。他于1946年回到印度尼西亚，不久后在雅加达去世，葬于卡利巴达国家英雄陵园。